# Marita Koch

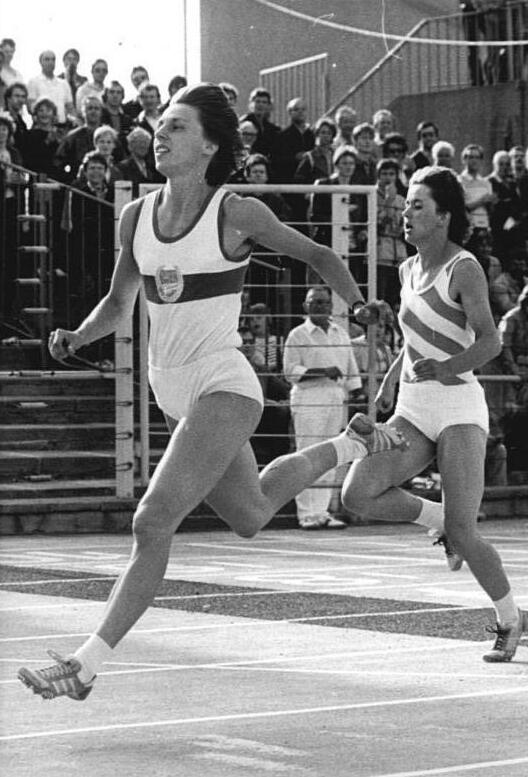
Marita Koch vencendo uma prova de 200 m, à frente de Marlies Göhr, em 1984.

Marita Koch (Wismar, 18 de fevereiro de 1957) é uma antiga atleta da Alemanha Oriental, especialista em provas de velocidade. Notabilizou-se, para além dos títulos que alcançou, pelo número de recordes do mundo que estabeleceu: dezesseis em provas disputadas ao ar livre e catorze em provas de pista coberta. Ela é, há 38 anos (em 2023), a recordista mundial dos 400 metros rasos femininos, um dos mais longevos recordes do atletismo.

## Carreira
Koch começou a ser notada internacionalmente em 1976, mas uma lesão impediu-a de estar presente nos Jogos Olímpicos de Montreal. Logo no ano seguinte arrebatou o seu primeiro recorde mundial, quando correu em 51,8 segundos os 400 metros em pista coberta, em Milão. No espaço de um mês, bateu por mais duas vezes esse recorde.
Em 1979 tornou-se na primeira mulher a correr os 200 metros em menos de 22 segundos, ao fazer 21,71 segundos em Karl-Marx-Stadt, marca que se aguentaria por mais nove anos como recorde do mundo. Três semanas antes dos Jogos Olímpicos de Los Angeles, em 1984, Koch igualava aquela marca numa prova realizada em Potsdam. Contudo, o boicote dos países de leste impediu-a de estar presente, mais uma vez, numas olimpíadas. A sua última participação foi nos Jogos de Moscovo onde conquistou a medalha de ouro nos 400 metros individuais e na estafeta de 4 x 400 metros.
Na vertente do atletismo indoor, Koch alcnçou inúmeras vitórias (muitas delas em competição directa com a sua compatriota Marlies Göhr) e logrou obter vários recordes do mundo entre 1980 e 1985. Pelo meio, consagrou-se na primeira edição do Campeonato Mundial de Atletismo de 1983, em Helsínquia, onde obteve 3 medalhas de ouro e uma de prata.
Koch estabeleceu o corrente recorde mundial dos 400 metros, em 47.60 segundos, um tempo considerado como bastante difícil de bater, mesmo para as actuais melhores atletas. Este feito foi conseguido no dia 6 de outubro de 1985, no Bruce Stadium, em Camberra (Austrália), no decorrer da 4.ª edição da Taça do Mundo de Atletismo.
Integrada na equipa da RDA também bateu vários recordes do mundo na estafeta 4 x 400 metros. Ainda hoje é detentora do recorde europeu dos 200 metros.

## Controvérsia
Os extraordinários sucessos alcançados por Koch levantaram suspeitas de que poderiam ter acontecido com a ajuda de esteróides anabolizantes. Depois da queda o Muro de Berlim, foram revelados diversos estudos realizados por cientistas que trabalhavam para os programas de pesquisa e desenvolvimento do atletismo na República Democrática Alemã. Um desses documentos relata as dosagens e os calendários de administração de esteróides a atletas da RDA, incluindo Marita Koch.
Embora Koch nunca tenha admitido publicamente a sua dopagem, há quem pense que a descoberta daqueles documentos deveria implicar a anulação o seu recorde mundial de 400 metros e das marcas que obeteve na primeira metade da década de 1980.

## Recordes do mundo obtidos
| Prova              | Tempo (seg) | Data                   | Local          |
| ------------------ | ----------- | ---------------------- | -------------- |
| 200 m              | 22,06       | 28 de maio de 1978     | Erfurt         |
| 200 m              | 22,02       | 3 de junho de 1979     | Leipzig        |
| 200 m              | 21,71       | 10 de junho de 1979    | Karl-Marx-Stad |
| 200 m              | 21,71       | 21 de julho de 1984    | Potsdam        |
| 400 m              | 49,19       | 2 de julho de 1978     | Leipzig        |
| 400 m              | 49,03       | 19 de agosto de 1978   | Potsdam        |
| 400 m              | 48,94       | 31 de agosto de 1978   | Praga          |
| 400 m              | 48,89       | 29 de julho de 1979    | Potsdam        |
| 400 m              | 48,60       | 4 de agosto de 1979    | Turim          |
| 400 m              | 48,16       | 8 de setembro de 1982  | Atenas         |
| 400 m              | 47,60       | 6 de outubro de 1985   | Camberra       |
| 4 x 100 m estafeta | 42,10       | 10 de junho de 1979    | Karl-Marx-Stad |
| 4 x 100 m estafeta | 41,53       | 31 de julho de 1983    | Berlim         |
| 4 x 400 m estafeta | 3.19,04     | 11 de setembro de 1982 | Atenas         |
| 4 x 400 m estafeta | 3.15,92     | 3 de junho de 1984     | Erfurt         |
| 4 x 400 m estafeta | 3.15.17     | 1 de outubro de 1988   | Seoul          |

## Recordes pessoais

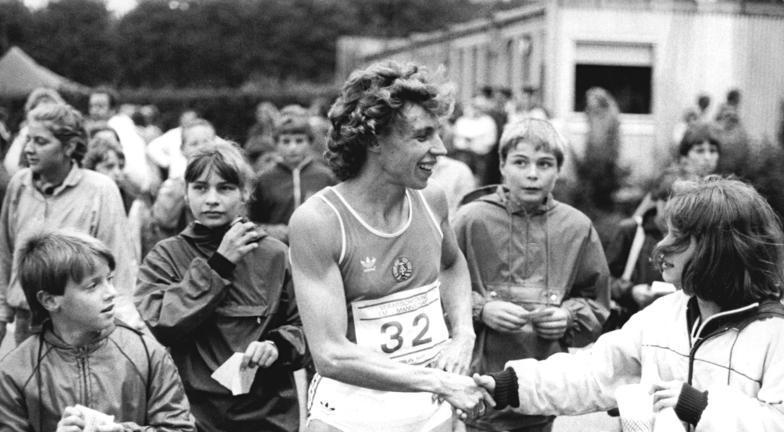
Marita Koch em Berlim, 1986.

Outdoor
| Prova      | Tempo   | Data                 | Local           |
| ---------- | ------- | -------------------- | --------------- |
| 100 m      | 10,83 s | 8 de junho de 1983   | Berlim          |
| 200 m (ER) | 21,71 s | 10 de junho de 1979  | Karl-Marx-Stadt |
| 400 m (WR) | 47,60 s | 6 de outubro de 1985 | Camberra        |

Indoor
| Prova | Tempo   | Data                    | Local       |
| ----- | ------- | ----------------------- | ----------- |
| 50 m  | 6,11 s  | 2 de fevereiro de 1985  | Grenoble    |
| 60 m  | 7,04 s  | 16 de fevereiro de 1985 | Senftenberg |
| 100 m | 11,15 s | 12 de janeiro de 1980   | Berlim      |
| 200 m | 22,39 s | 5 de março de 1983      | Budapeste   |